# Поляницька сільська рада (Болехів)
Поляницька сільська́ ра́да — орган місцевого самоврядування у складі Болехівської міської ради Івано-Франківської області. Адміністративний центр — село Поляниця.

## Загальні відомості
- Територія ради: 4,531 км²
- Населення ради: 1 383 особи (станом на 2017 рік)
- Територією ради протікає річка Сукіль.

## Населені пункти
Сільській раді підпорядковані населені пункти:
- с. Поляниця
- с. Бубнище
- с. Буковець

## Склад ради
Рада складається з 14 депутатів та голови.
- Голова ради: Івашків Іван Мирославович
- Секретар ради: Попович Любов Михайлівна

### Керівний склад попередніх скликань
| ПІБ                       | Основні відомості                                                              | Дата обрання | Дата звільнення |
| ------------------------- | ------------------------------------------------------------------------------ | ------------ | --------------- |
| Шмега Любов Олексіївна    | Сільський голова, 1954 року народження, Всеукраїнське об'єднання «Батьківщина» | 26.03.2006   | 31.10.2010      |
| Івашків Іван Мирославович | Сільський голова, 1981 року народження, освіта вища, безпартійний              | 31.10.2010   | 12.01.2016      |
| Стельмах Андрій Петрович  | Сільський голова, 1981 року народження, освіта вища, безпартійний              | 13.01.2016   |                 |

Примітка: таблиця складена за даними джерела

### Депутати
За результатами місцевих виборів 2010 року депутатами ради стали:

#### За округами
| № округу      | Прізвище, ім'я, по батькові | Дата визнання обраним | Освіта                    | Партійна приналежність                           | Відомості про обраного депутата            |
| ------------- | --------------------------- | --------------------- | ------------------------- | ------------------------------------------------ | ------------------------------------------ |
| Самовисування |                             |                       |                           |                                                  |                                            |
| 1             | Марецький Василь Богданович | 13.01.2016            | Освіта середня спеціальна | позапартійний                                    | водій                                      |
| 2             | Дубів Василь Юрійович       | 13.01.2016            | Освіта середня спеціальна | позапартійний                                    | палівник                                   |
| 3             | Дубів Іван Васильович       | 01.11.2010            | Освіта незакінчена вища   | позапартійний                                    | студент                                    |
| 4             | Макара Лідія Дмитрівна      | 01.11.2010            | Освіта вища               | член Української республіканської партії «Собор» | Поляницька загальноосвітня школа, вчитель  |
| 5             | Марецький Василь Васильович | 01.11.2010            | Освіта середня спеціальна | член Народної партії                             | ДП Болехівське лісове господарство, лісник |
| 7             | Петрюк Ігор Володимирович   | 01.11.2010            | Освіта вища               | позапартійний                                    | Полояницька загальноосвітня школа, вчитель |
| 8             | Барабаш Іван Іванович       | 01.11.2010            | Освіта середня            | позапартійний                                    | Болехівський держлісгосп, бульдозерист     |
| 9             | Пецоляк Богдан Іванович     | 01.11.2010            | Освіта середня спеціальна | позапартійний                                    | Болехів, пожарник                          |
| 10            | Барабаш Руслана Миронівна   | 01.11.2010            | Освіта вища               | член Української республіканської партії «Собор» | Болехів, технік архітектор                 |
| 11            | Дубів Федір Федорович       | 01.11.2010            | Освіта середня            | позапартійний                                    | пенсіонер                                  |
| 12            | Кондрат Зіновій Васильович  | 01.11.2010            | Освіта середня спеціальна | позапартійний                                    | с. Бубнище, приватний підприємець          |
| 13            | Кондрат Василь Федорович    | 01.11.2010            | Освіта середня            | позапартійний                                    | Дніпропетровськ, слюсар ремонтник          |
| 14            | Ярема Володимир Дмитрович   | 01.11.2010            | Освіта середня            | позапартійний                                    | тимчасово не працює                        |
| 15            | Кондрат Богдан Васильович   | 01.11.2010            | Освіта середня            | позапартійний                                    | пенсіонер                                  |
| 16            | Попович Любов Михайлівна    | 01.11.2010            | Освіта вища               | позапартійна                                     | Поляницька сільська рада, секретар         |